# Gésera
Gésera (en aragonais : Chesera) est un village de la province de Huesca, situé à environ dix kilomètres au sud-est de la ville de Sabiñánigo, à 831 mètres d'altitude. L'endroit est habité au moins depuis le Haut Moyen Âge.